# 키시모토 카요코
기시모토 가요코(岸本 加世子, 1960년 12월 29일~)는 일본의 배우이다. 시즈오카현 시마다시에서 태어나 가나가와현 가와사키시에서 자랐으며, 소속사는 브릴리언스이다. 메이지 대학 부속 나카노 고등학교를 중퇴했다.

## 출연

### 영화
- 1998년 《하나비》
- 1999년 《기쿠지로의 여름》 - 기쿠지로의 아내 역
- 1999년 《비밀》
- 2001년 《화장사》
- 2002년 《돌스》

### 드라마
- 1987년 《아나운서 이야기》
- 1989년 《이 가슴의 두근거림을》
- 2008년 《정말 좋아!!》
- 2008년 《로스:타임:라이프》
- 2011년 《지우 경시청 특수범 수사계》